# Anuket
Anuket (còn viết là Anukis, Anket, Anqet, Anjet) là một nữ thần của Ai Cập cổ đại. Bà là vị thần cai quản sông Nile với tên gọi "Người chăm sóc các cánh đồng". Bà cũng là vị thần săn bắt và bảo vệ những đứa trẻ mới sinh. Anuket được mô tả là một nữ thần đội vương miện làm từ lông đà điểu hoặc từ lau sậy, tay cầm ankh. Loài vật thiêng của bà là linh dương (cũng là hiện thân của Khnum)

## Gia đình
Ban đầu, Anuket được cho là con gái của thần Ra và nhận danh hiệu "Con mắt của thần Ra" như một số nữ thần khác, nữ thần Satis (hay Satet, nữ thần lũ lụt của sông Nile) cũng vậy. Dưới thời kỳ Tân vương quốc, Anuket được coi là con gái của Khnum và Satet, được thờ chung tại Elephantine. Họ được xem là Bộ ba Elephantine. Anuket và Satis đều có liên quan mật thiết với nữ thần Isis do đều là hiện thân của sông Nile.
Khnum còn có một người con trai với nữ thần chiến tranh Menhit, là thần phép thuật Heka. Vì vậy, Anuket là chị em cùng cha với Heka.

## Thờ cúng
Một ngôi đền dành riêng cho Anuket đã được dựng lên trên đảo Sehel vào thời pharaoh Sobekhotep III thuộc vương triều thứ 13. Sau đó, Amenhotep II đã dựng thêm một ngôi đền nhỏ để thờ cúng nữ thần.
"Lễ hội Anuket" được diễn ra vào mùa lũ trên sông Nile hằng năm, thường được tổ chức vào những bữa ăn trưa. Mọi người thi nhau ném những đồng tiền, trang sức bằng vàng và những vật dụng quý giá xuống sông Nile để làm hài lòng nữ thần.

## Chú thích

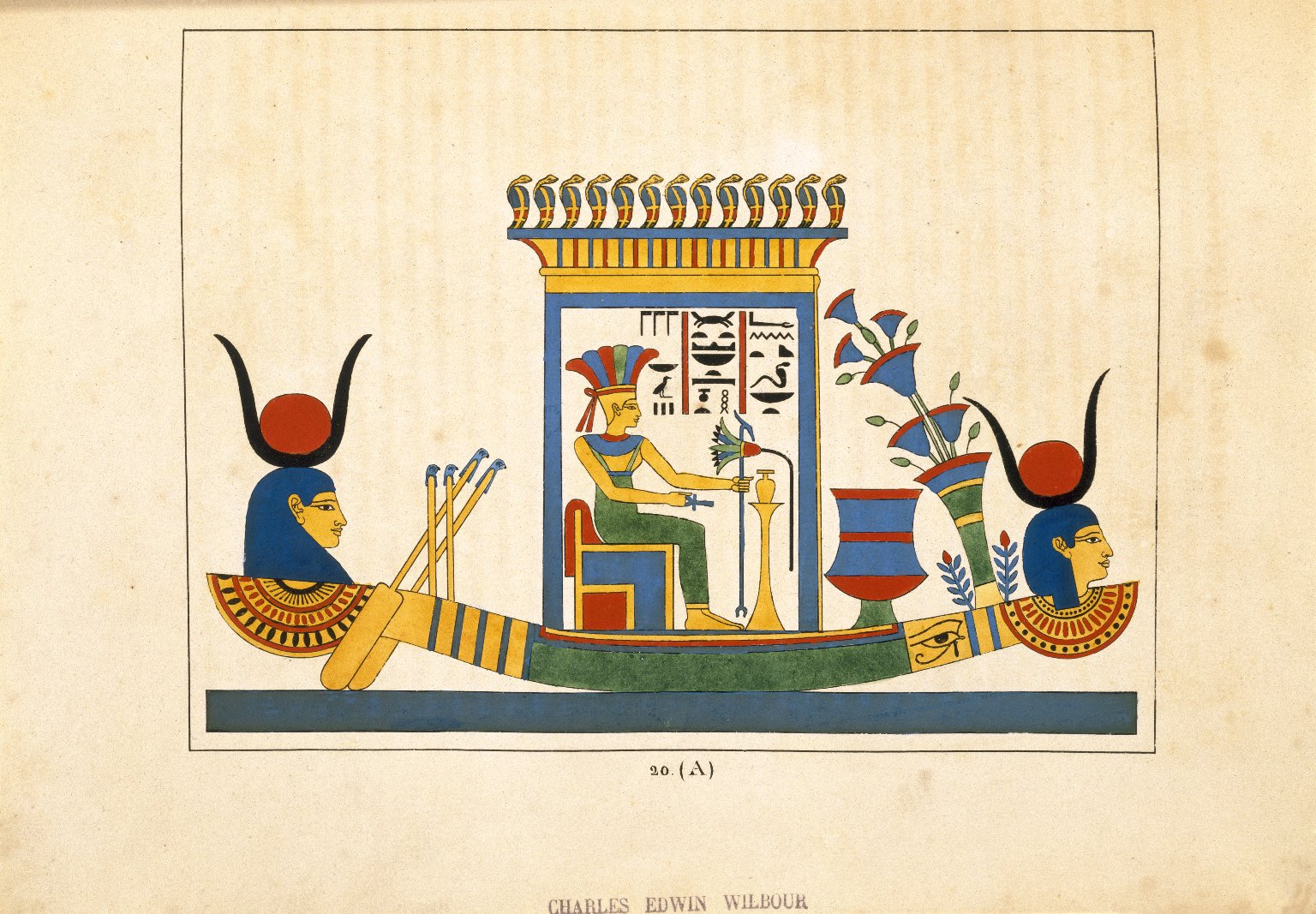
Nữ thần Anuket